# C/2018 F1 (Grauer)
C/2018 F1 (Grauer) — довгоперіодична комета. Відкрита 17 березня 2018 року; була 19.1m на час відкриття.